# Vestria
Vestria is een geslacht van rechtvleugeligen uit de familie sabelsprinkhanen (Tettigoniidae). De wetenschappelijke naam van dit geslacht is voor het eerst geldig gepubliceerd in 1874 door Stål.

## Soorten
Het geslacht Vestria omvat de volgende soorten:
- Vestria diademata Saussure & Pictet, 1898
- Vestria nigrifrons Karny, 1907
- Vestria punctata Redtenbacher, 1891
- Vestria repanda Walker, 1869